# Бжусьце
Бжусьце (пол. Brzuśce, нім. Brust) — село в Польщі, у гміні Субкови Тчевського повіту Поморського воєводства.
Населення — 670 осіб (2011).
У 1975-1998 роках село належало до Гданського воєводства.

## Демографія
Демографічна структура станом на 31 березня 2011 року:
|          | Загалом | Допрацездатний вік | Працездатний вік | Постпрацездатний вік |
| -------- | ------- | ------------------ | ---------------- | -------------------- |
| Чоловіки | 338     | 81                 | 229              | 28                   |
| Жінки    | 332     | 83                 | 208              | 41                   |
| Разом    | 670     | 164                | 437              | 69                   |